# Powiat Santō
Powiat Santō (jap. 三島郡 Santō-gun) – powiat w Japonii, w prefekturze Niigata. W 2024 roku liczył 3852 mieszkańców.

## Miejscowości
- Izumozaki